# Vladek Sheybal
Władysław Rudolf Zbigniew Sheybal conocido como Vladek Sheybal (Zgierz, Polonia; 12 de marzo de 1923-Londres, 16 de octubre de 1992) fue un reconocido cantante y actor de voz, actor de cine, teatro y TV de doble nacionalidad anglo-polaco que participó en series de culto de TV inglesas como OVNI (1970-1971). Es mejor reconocido por su participación como el villano de SPECTRE, Kronsteen,  en el segundo film de la saga 007, Desde Rusia con amor (1963).

## Reseña biográfica
Vladek Sheybal nació en la localidad de Zgierz, Lódzkie, Polonia en 1923, a pesar de nacer en suelo polaco, Sheybal tenía orígenes armenio, escocés y austriaco. 
Durante la Segunda Guerra Mundial participó en la resistencia polaca y fue capturado dos veces y enviado a un campo de concentración logrando escapar.
Después de la guerra, siguió su pasión por las tablas y estudio en la Escuela de Actuación Stanislavsky y luego para formarse como director de teatro en Polonia.
En 1957 apareció en La patrulla de la muerte, un film en el que se destacó inmediatamente.  En 1960 emigró a Inglaterra y estudió en el Merton College de Oxford, paralelamente se desarrolló como cantante. Sheybal no sin poca dificultad logró hacerse de un nombre en el teatro inglés y dirigió a Diane Cilento, en ese tiempo pareja de Sean Connery y se hicieron muy buenos amigos.
Su lanzamiento a la fama vino en 1963 al participar como el maestro de ajedrez y villano de SPECTRE, Kronsteen, en el film Desde Rusia con amor (1963) actuando junto a Connery y Lotte Lenya. 
Sus particulares rasgos agudos, sus intencionadas pausas en sus interlocuciones , voz grave y su especial forma en el mirar hizo muy consistente actuación y lo encasilló de cierto modo como un villano tipo en series inglesas y películas de culto angloamericanas.
En su mayor parte, fue encasillado en papeles de villanos enigmáticos, sistemáticos, siniestros o excéntricos, papeles hechos a su medida para encarnar a espías centroeuropeos o soviéticos.
Apareció en series de televisión inglesas tales como El Santo (1962), Danger Man (1964)) o la serie OVNI (1970-1971) como el enigmático psiquiatra Dr.Jackson Douglas.
Volvió a aparecer en otro film de la saga 007, Casino Royale (1967).
Apareció recurrentemente en películas de Ken Russell, interpretando al escultor decadente Loerke, en Women in Love (1969), y en films dirigidos por Cecil B. DeMille, The Boy Friend (1971). En 1977, The Dracula Society le otorgó el premio Hamilton Deane por su interpretación de un posadero en un episodio de la serie de antología de corta duración Supernatural (1977). El premio le fue entregado por Christopher Lee. 
Incursionó en el cine francés en su edad más madura haciendo roles de hombres obsesivos y se destacó por su continuo perfeccionamiento como actor dramático. 
Realizó varios videoclips musicales en los años 80 apareciendo en el conjunto The Apple.
En 1980, apareció como el tenaz capitán portugués Ferreira en la serie de culto Shogun junto a Richard Chamberlain y John Rhys-Davies.
Vladek Sheybal murió repentinamente el 16 de octubre de 1992 en su casa de Londres, a los 69 años víctima de un aneurisma aórtico.

## Vida personal
Salvo una relación conocida en los años 1950-1957 con la actriz Irena Eichlerówna, no se le conocieron otras relaciones confirmadas. 

## Filmografía
- Kanał (1957) - Michał 'Ogromny', el compostador
- Trzy Kobiety (1957) - Oficial de la Gestapo
- Desde Rusia con amor (1963) - gran maestro de ajedrez Tov Kronsteen
- Regreso de las cenizas (1965) - Paul, director del club de ajedrez
- Casino Royale (1967) - Representante de Le Chiffre
- Billion Dollar Brain (1967) - Dr. Eiwort
- The Fearless Vampire Killers (1967) - Herbert von Krolock (voz)
- Para agarrar el anillo (1968) - Mijnheer Smith
- Deadfall (1968) - Dr. Delgado
- La línea del limbo (1968) - Oleg
- Escuadrón de mosquitos (1969) - Teniente Schack
- Doppelgänger (1969) - Psiquiatra
- Mujeres enamoradas (1969) - Loerke
- Leo el último (1970) - Laszlo
- OVNI (1970) - Dr. Douglas Jackson
- El último valle (1971) - Mathias
- Marioneta sobre una cadena (1971) - Meegern
- El chico amigo (1971) - De Thril
- La esposa del espía (1972) - Vladek
- Transgresores inocentes (1972) - Aaron Kaplan
- Escorpio (1973) - Zemetkin
- Shado (1974) - Dr. Doug Jackson
- Invasión: OVNI (1974) - Dr. Doug Jackson
- S * P * Y * S (1974) - Borisenko
- El beso (1974) - Portiere d'albergo
- OVNI- base Lunar! (1974) - Dr. Doug Jackson
- El viento y el león (1975) - The Bashaw
- Casa de placer para mujeres (1976) - Francesco
- The Sell Out (1976) - Holandés
- Los viajes de Gulliver (1977) - Presidente de Blefuscu (voz)
- Hamlet (1979) - Jugador Reina / Lucianus / 1er jugador
- La dama desaparecida (1979) - Trainmaster
- Avalanche Express (1979) - Zannbin
- Shōgun (1980) - Capitán Ferriera
- La manzana (1980) - Boogalow
- Todo sobre una primera bailarina (1980) - Marcus
- Fuego y espada (1981) - Andret
- Marco Polo (1982) - Enjuiciamiento del reverendo
- ¿Dónde está Parsifal? (1984)
- Memed My Hawk (1984) - Ali
- Amanecer rojo (1984) - General Bratchenko
- El hombre del rompecabezas (1984) - Gen. Zorin
- Strike It Rich (1990) - Kinski
- After Midnight (1990) - Hiyam El-Afi, el gerente del hotel
- Double X: El nombre del juego (1992) - Casa de empeño